# 漸進的創造論
漸進的創造論（ぜんしんてきそうぞうろん、英語: Progressive creationism）とは、何百億年という時間をかけて神が生命の新しい形を創造した、という宗教的信条である。古い地球説の一つの形として、それは地質学や宇宙論の主流派が推定している宇宙の年齢、及び考古学がその正当性を主張するのと同じように小進化のような生物学的ないくつかの教義を受け入れている。この見方をすると、創造は何億年と永く続いている段階の中で動植物の全ての種が現れた急速な爆発において起こったということになる。その爆発は、新しい生命がその環境に順応するのにかかった、停滞的・均衡的な時代の順による。これらの爆発は神が仲裁によって新種の生き物を創っているということを示している。考古学的な記録の見地からは、漸進的創造論は「種はその祖先の一様の変化で漸進的に現れたのではなく、『完全な形を持って』一度に全て現れた」とされる 。
この見方では、全生物の共通祖先から出てきた全生物の祖先という概念が拒絶されるのと同じように、生物学的に支持されなかったり化石の記録に依らなかったりする大進化は拒絶される。このようにして大進化の証拠は否定的に主張されるわけだが、小進化は、創造主が環境適応化と生存を許す遺伝的構造をデザインした遺伝的要因として受け入れられている。一般的に、それは字義通りの創造論と進化論の中間的見地に立つ支持者の見方である。